# 1612 na arte

## Nascimentos
| Data | Nome | Profissão | Nacionalidade | Observações | Ref |
| ---- | ---- | --------- | ------------- | ----------- | --- |

## Mortes
| Data | Nome             | Profissão            | Nacionalidade                            | Observações | Ref |
| ---- | ---------------- | -------------------- | ---------------------------------------- | ----------- | --- |
| ??   | Diogo Teixeira   | pintor do Maneirismo | Portugal                                 | n. 1540     |     |
| ??   | Dominicus Custos | gravador de cobre    | Sacro Império Romano-Germânico (Bélgica) | n. 1560     |     |
| ??   | Fernão Gomes     | pintor               | Espanha / Portugal                       | n. 1548     |     |